# Yokneam
Yokneam Illit (hebreo: יָקְנְעָם עילית), también llamada Yoqne'am Illit y Jokneam Illit, es una ciudad del norte de Israel, situada el sureste de Haifa. Se encuentra en una región montañosa de la Baja Galilea, limitada por la Autopista 70 y el Monte Carmelo, a veintiún kilómetros de Haifa y a ochenta de Tel Aviv. A finales de 2007, Yokneam Illit tenía una población de 18 600 habitantes. La ciudad se ha desarrollado como un centro de negocios relacionados con la alta tecnología, debido a su proximidad con el Technion, al este de Haifa.

## Historia

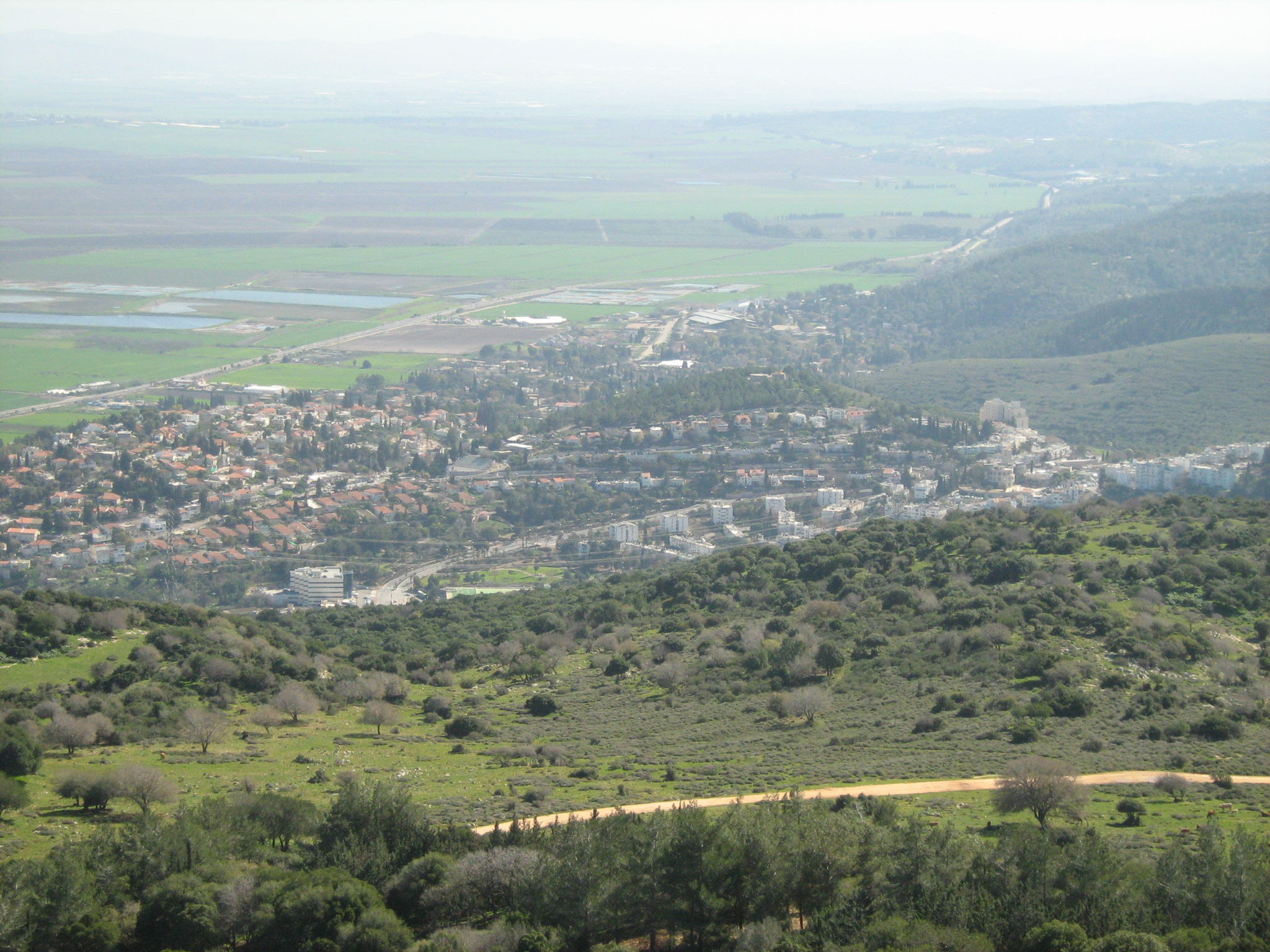
Vista de Yokneam Illit desde el Monte Carmelo.

Yokneam aparece en la lista de las 119 ciudades conquistadas por el faraón egipcio Tutmosis III después de la victoria en la batalla de Megido, en el año 1468 a. C. La ciudad se menciona en la Biblia como un pueblo habitado por los levitas dentro de la tribu israelita de Zabulón (Josué 12:1, 12:22, 19:10-11, 21:34). Está ubicada cerca de la colina de Megido, que significa Armagedón. Los Cruzados denominaron a Yokneam como "Cain Mons", o la "Montaña de Caín", según la tradición que narra que Caín, hijo de Adán (Génesis 4: 23-24), fue asesinado en este sitio. Yokneam fue habitada durante los períodos persa, helenístico, romano/bizantino, árabes, Cruzados, mameluco y otomano.
Años más tarde, Yokneam se transformó en el pueblo palestino Qira, desalojado durante la guerra árabe-israelí de 1948. Después del establecimiento del Estado de Israel, fue poblada por inmigrantes judíos del norte de África. Adquirió el estatus de concejo local en 1967 y el de municipio el 18 de diciembre de 2006. 

## Economía

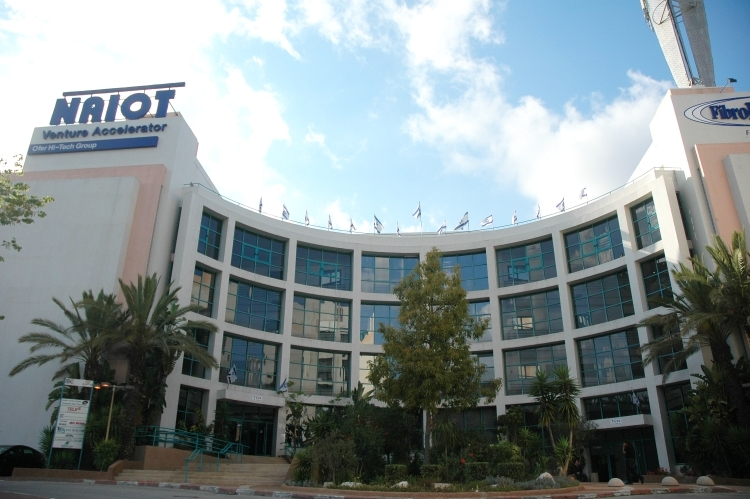
Edificios en el parque tecnológico de Yokneam Illit.

Yokneam Illit 2 es una "Zona A de Prioridad Nacional" según la Ley Israelí para el Fomento de las Inversiones de Capital. Las empresas que han sido aprobadas para operar en la ciudad disfrutan el nivel más alto de beneficios relacionados con los impuestos y la garantía de inversiones. Además, las compañías que se trasladan a la región pueden aplicar a la Autoridad Local de Yokneam Illit para obtener concesiones en los impuestos locales durante un período de tres años de duración. 
Osem estableció una compañía en la ciudad en 1974. Al principio, la fábrica producía productos de pasta, pero su rango de actividades se amplió a lo largo de los años. En 1997, la empresa duplicó su tamaño e instaló tres líneas de producción para productos de panadería tales como galletas saladas, galletas dulces y pretzels. Los erdnussflips, un aperitivo muy popular en Israel, también se produce en Yokneam. Muchos residentes de la ciudad trabajan en Osem, y la empresa ha ganado premios otorgados por el Concejo para un Israel Hermoso por sus atractivas premisas.
Yokneam Illit ha atraído a varias compañías de alta tecnología, entre las que se encuentran Intel, Medtronic, Given Imaging, Naiot Venture Accelerator, Mellanox Technologies, Marvell, Soltam Systems, Biosense Webster (una compañía de Johnson & Johnson) y Lumenis.

## Relaciones internacionales

### Ciudades hermanadas
Yokneam Illit es ciudad hermanada con:
| - Atlanta, Georgia, Estados Unidos - La Garenne-Colombes, Francia - Lugo, Italia - Mianyang, Sichuan, China - Montauban, Francia - Öskemen, Kazajistán - Požega, Croacia - San Pedro de Atacama, Antofagasta, Chile - San Luis, Misuri, Estados Unidos - Wiehl, Alemania |